# Jacques de Lacretelle
Jacques de Lacretelle (Cormatin (Saône-et-Loire), 1888. július 14. – Párizs, 1985. január 2.) francia író.

## Munkássága
Nemesi család gyermeke, egyike az első világháború utáni francia irodalom legtöbb figyelemre méltó alakjainak. Silbermann c. regényében a keresztények között élő zsidó fiatalember sorsát írta meg emberséges megértéssel. (Magyarra Hatvany Lajos fordította, folytatása: Le Retour de Silbermann.) La Bonifas hatalmas női lélekrajz, egy külvárosi lány erotikus érzéssel átfűtött történetét mondja el. Az Amour nuptial a házastársi szerelem témájával foglalkozik. Les Hauts-Ponts egy nagy regényciklus kezdete. 1922-ben Femina-díjat nyert. Lacretelle előszót írt Kuncz Aladár Fekete kolostorának francia fordításához. 1936 novemberében a Francia Akadémia a tagjai közé választotta.

## Művei
- Vie inquiète de Jean Hermelin (1920)
- Silbermann (1922)
- La Bonifas (1925)
- L’Âme cachée (1928)
- Quatre études sur Gobineau (1928)
- Amour nuptial (1929)
- Histoire de Paola Ferrari (1929)
- Le Demi-dieu ou le Voyage en Grèce (1931)
- Les Hauts-Ponts (1932-35)
- L’Écrivain public (1936)
- La Vie privée de Racine (1939)
- Le Pour et le Contre (1946)
- Deux Cœurs simples (1952)
- Les Maîtres et les Amis (1959)
- La Galerie des amants (1963)
- L’Amour sur la place (1974)
- Les Vivants et leurs ombres (1977)
- Quand le destin nous mène (1981)